# Vanadinite
La vanadinite è un minerale appartenente al gruppo dell'apatite. Si tratta di un vanadato di piombo.

## Abito cristallino
Prismatico esagonale, nodulare, granulare.

## Origine e giacitura
Il minerale si forma per alterazione dei minerali di piombo nella zona superiore del giacimento.
Nei giacimenti di minerali di piombo ossidati ma anche al cappello dei giacimenti di piombo.

## Forma in cui si presenta in natura
Generalmente si presenta sotto forma di piccoli cristalli rossi (quasi sempre tabulari esagonali).

In cristalli esagonali, prismatici o tabulari..
La varietà arsenifera viene chiamata endlichite.

## Utilizzi
In passato era utilizzato per l'estrazione del vanadio, anche se oggi questo elemento viene estratto dai combustibili fossili o dai minerali ferrosi contenenti vanadio.

## Caratteristiche chimico-fisiche
- Peso molecolare: 1416,27 grammomolecole[1]
- Solubilità: il minerale è solubile in acido nitrico[4]
- Al cannello col carbone, il minerale fonde dando una reazione del piombo, dopo la completa ossidazione di questo la massa nera residua dà col sale di fosforo una perla verde smeraldo alla fiamma riducente[6]
- Dicroismo[1]:
  - e: chiaro
  - w: più scuro
- Indice di elettroni 5,81 g/cm³[1]
- Indici quantici[1]:
  - Fermioni: 0,16
  - Bosoni: 0,84
- Indici di fotoelettricità[1]:
  - PE: 1345,76 barn/elettrone
  - ρ: 7819 barn/cm³
- Indice di radioattività: GRapi = 0 (Il minerale non è radioattivo)[1]

## Località di ritrovamento
Le principali località di ritrovamento della vanadinite nel Mondo si trovano in Sudafrica (Grootfontein), negli USA in Arizona (Old Yuma Mine) e nel Nuovo Messico, in Argentina (Cordoba), in Messico (Los Lamentos, Chihuahua), in Marocco (Mibladen e Oujda), in Austria (Obir, Carinzia), in Italia a Bena in Sardegna e a Fiano in Campania.